# Ярыксу
Ярыксу́ (Ярык-Су, Большой Ярык-cу; кум. Ярыкъ сув, чечен. Ивги) — река, протекающая по территории Ножай-Юртовского района Чечни и Новолакского, Хасавюртовского райнов Дагестана, левый приток Акташа. Площадь водосборного бассейна — 376 км². Уклон реки — 25,6 м/км.

## Этимология
Название с кумыкского языка переводится как «светлая река».

## География
Берёт начало с северо-западного склона хребта Ишхойлам, отрога Андийского хребта, продолжает течение по Кумыкской равнине и впадает в реку Акташ слева на 76 км от её устья.
Высота истока — 2060 м над уровнем моря. Высота устья — 14,1 м над уровнем моря.

## Гидрология
Река Ярык-су характеризуется паводочным режимом в теплую часть года и зимней меженью. Наибольшие за год расходы воды обычно формируются при выпадение дождей и наблюдаются в период с апреля по август. Летние дождевые паводки иногда носят катастрофический характер. Средний годовой расход — 1,66 м³/с, максимальный — 363 м³/с (1997 год). Средняя мутность воды 1800 г/м³, максимальная 19 000 г/м³.

## Притоки
Малый Ярыксу (Малый Ярык-су), Даттах, Эхкечу.

## Изучение реки и водохозяйственное значение
Изучение реки производится на гидрологическом посту Новокули. Ранее также наблюдения велись на ГП Алты-Мирза-юрт (село Новочуртах) и Хасавюрт. Воды реки используются для орошения, а также водообеспечения города Хасавюрт.
Код водного объекта в государственном водном реестре — 07030000212109300000079.